# 穆罕默德·穆哈基克
哈吉穆罕默德·穆哈基克（普什圖語：‎，1955年7月26日—），阿富汗政治家，担任阿富汗议会议员。他还是阿富汗人民伊斯兰统一党的创始人和主席。1980年代，他在圣战者叛军中服役，与苏联支持的阿富汗政府作战。1989年苏联退出后，穆哈基克被任命为阿富汗北部的真主党领袖。